# 湖州城池

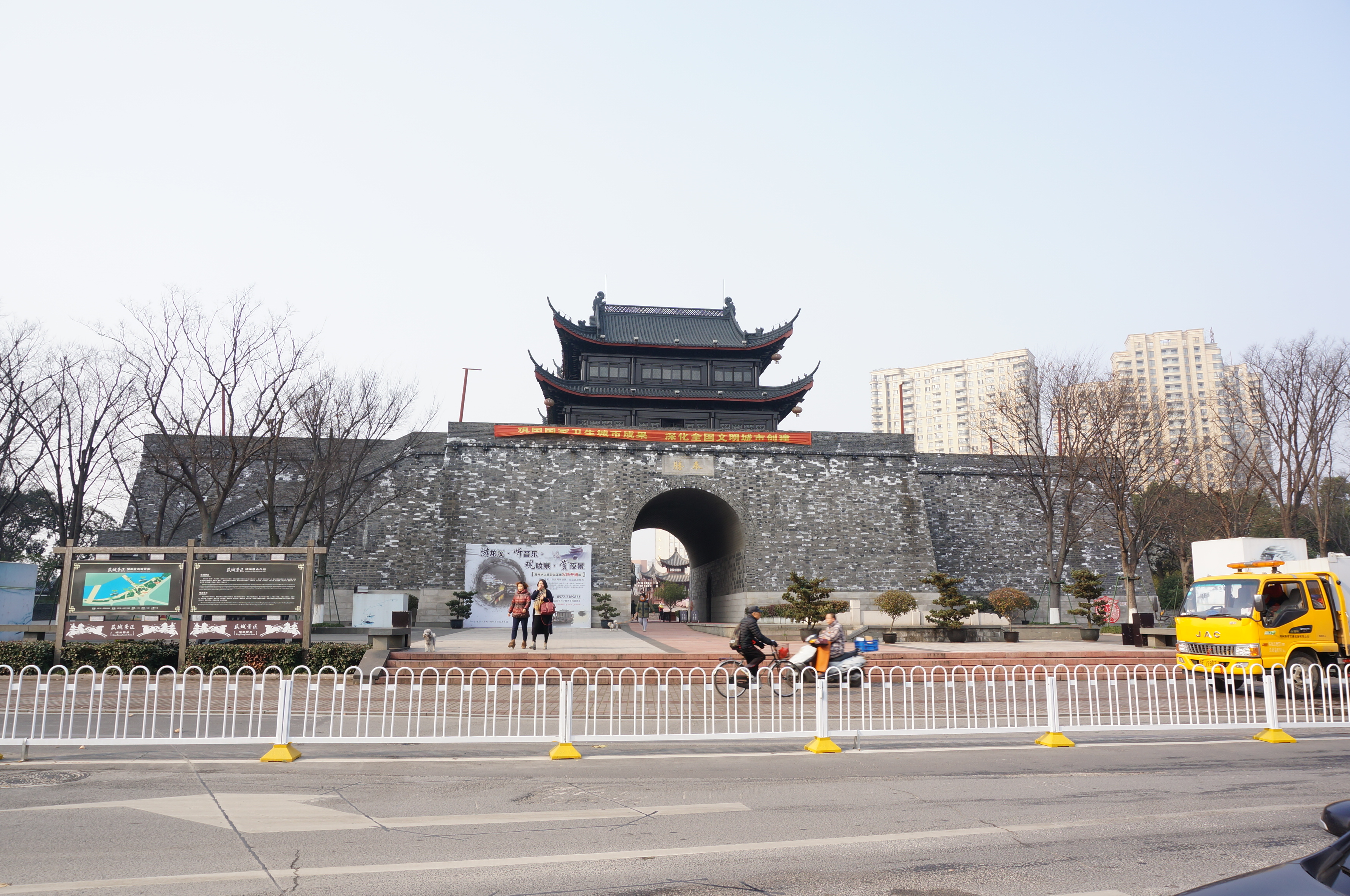
奉胜门（近年重建）

湖州城池是浙江省湖州市歷史上的城垣。據文獻記載，戰國末，楚相春申君黃歇改封江東後，于吳墟西南立菰城縣，今下菰城遺址為菰城縣之治所。秦始皇二十五年（前222年），秦滅楚，改菰城縣為烏程縣，縣治仍設於斯，直至秦亡漢興之際才北移至楚霸王項羽建的子城（項王城，今湖州城址）。

## 歷史

### 下菰城
下菰城是湖州建城2200餘年歷史的開始，是湖州「祖城」，位於今湖州市南郊，具體方位在吳興區道場鄉和尚山南麓，北依金蓋山、東南面朝東苕溪。菰城縣城的內城、外城各約8萬平方米和20萬平方米，稱之曰「重城屹然」、「青樓連延十里」。但據考古調查發現，下菰城的始築年代當在春秋甚至更早，戰國末曾修築與擴建。因此有專家認為，菰城當建于春秋時，原是吳國屯兵之城，後廢棄。
下菰城內城居於外城東南隅，周長1350米，北部為一自然高岡，中間尚存人工開鑿的方池，軍署縣衙應該在附近。外城殘長2000米，南側城牆不見，西城牆之南隅明顯內拐、靠向內城，而內城南牆已是緊靠里港，估計當年的菰城是利用了里港、東苕溪的雙重屏護而不另築東南城牆，以水為垣，船是聯通外界的「水門」。
環繞內、外城的周圍，各有一圈寬約30米的水稻田帶，地勢相對較低，系取土築城留下的遺跡，也為增強城防能力的壕溝。城垣全部用泥土夯築而成。內城有門闕四 （東北、西南、東南、南），外城現存城門遺跡四處（東北、西北、西、西南）。

### 子城

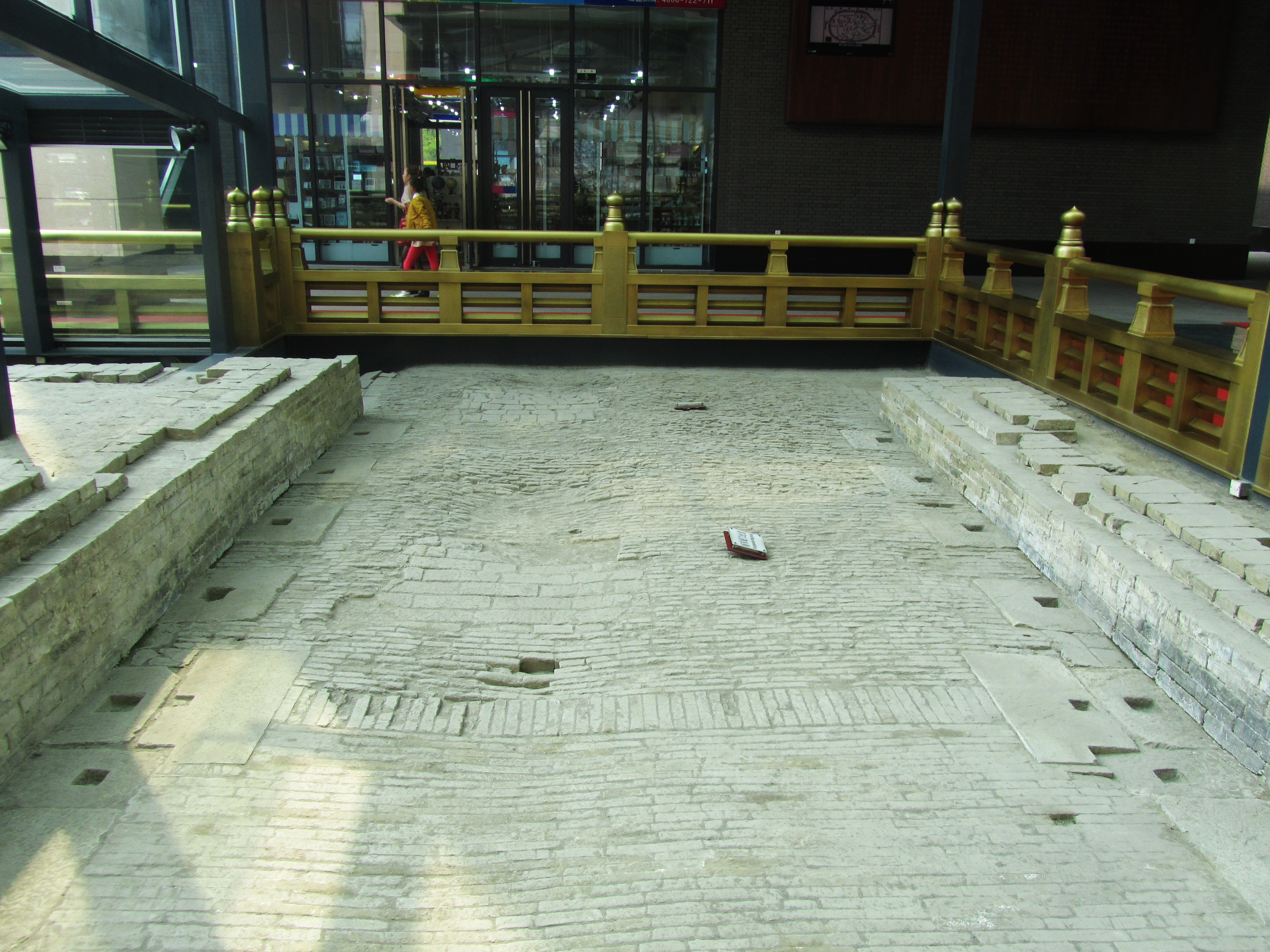
湖州子城城墻遺跡中南宋府東門城門過道

子城最早爲秦末項羽起兵伐秦前的屯兵之處，俗稱「項王城」，西漢初年烏程縣治北遷於此，三國孫吳孫皓始設吳興郡治，唐武德四年（621年）李孝恭在外圍築羅城，子城遂成为历代湖州衙署所在。
子城城周1里367步，东西237步，南北136步，原设有东、中、西三门，中门上有谯楼，其上设有漏刻鼓钲，东西门亦各有城楼（后门与楼俱废），东门外原有城隍桥通向湖州府城隍庙，子城外有城壕与霅溪相通，旧可通舟楫。宋太平興國三年（978年），吳越國納土歸宋，子城拆毀，城壕漸塞。明成化年間子城則留下諸樓之基，后多毀廢。民國初其後半部分改建為公園。今尚存愛山臺及高墩頭（今湖州子城城墙遗址）150米處。

### 羅城

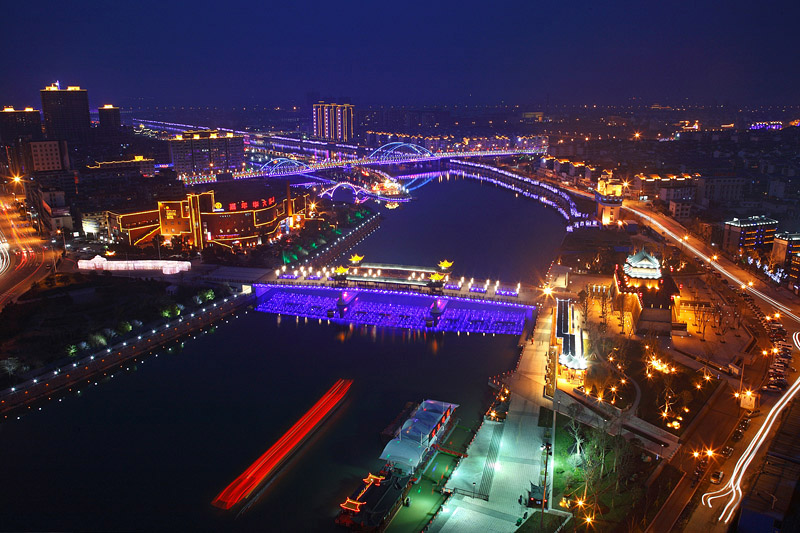
以復建的奉勝門為核心的項王公園

東晉大興年間子城外築羅城，又稱「外城」。唐武德七年（624年）重築，李孝恭持廓大之，周二十四里，東西十里，南北十四里，開九個城門。宋代羅城累有修建，嘉泰元年（1201年），知州李景和重修城池，设有六门，东迎春门，西清源门，南定安门，北奉胜门（俗稱「霸王门」），东北临湖门，西北迎禧门（俗稱「清塘门」）。其中清源、临湖两门为水门，其它四门则兼有水陆城门，原唐置放生池侧闾门，定安门东西瓮门废。
元末至正十七年（1357年），羅城由張士誠守湖州的大將潘原明縮小重建，東縮半里、西縮1里、南北各縮數丈，城周減少到13里138步，此格局一直延續到民國時期。民國初子城後半部分改建為公園。民國十七年（1928年）、二十年（1931年），先後拆城墙北門段、南門段。二十世紀五六十年代築環城馬路，城垣大部被拆，1980年拆去最後一段築了環城西路。

## 坊巷
自秦末湖州建子城、東晉大興年間子城外建羅城起，城內街巷就以子城為中心，沿河道向四周延展，各街巷多為彎曲狹窄的石板或塊石路，以眾多石橋相聯接。
據各代志書記載，湖州在宋代有51坊、64道。明代有4廂17界、64坊、51巷，并以17條街路相貫連。到清同治年間，城內共17界、36鋪、59坊（府縣同治，烏程、歸安各為37坊、22坊）77巷（程安兩縣各為43巷、34巷），由17條街路相貫連，坊巷已拓展至六城門之外。清咸豐十年（1860年），清軍為抗拒太平軍進攻，「縱火焚燒六城門以外房舍，火三日不熄」，城外各街巷被夷為平地，直至清末，未能恢復舊觀。
| 縣名   | 廂名 | 界名                               | 舖名 | 大致方位 |
| ------ | ---- | ---------------------------------- | ---- | -------- |
| 烏程縣 |      |                                    |      |          |
| 西廂   | 南門 | 魚行、平康、小市、經堂、清通、保寧 |      |          |
| 西廂   | 烏程 | 縣前、跳谷                         |      |          |
| 西廂   | 倉場 | 縣後                               |      |          |
| 西廂   | 中書 | 泮宮、清華                         |      |          |
| 南廂   | 西市 | 儀鳳橋北、縣橋                     |      |          |
| 南廂   | 鵝行 | 儀鳳橋南、南倉                     |      |          |
| 南廂   | 石鼎 | 小西、韋壇                         |      |          |
| 南廂   | 南市 | 三井、渡東                         |      |          |
| 歸安縣 |      |                                    |      |          |
| 東廂   |      |                                    |      |          |
|        |      |                                    |      |          |
|        |      |                                    |      |          |
|        |      |                                    |      |          |
| 北廂   |      |                                    |      |          |
|        |      |                                    |      |          |
|        |      |                                    |      |          |
|        |      |                                    |      |          |

## 地圖

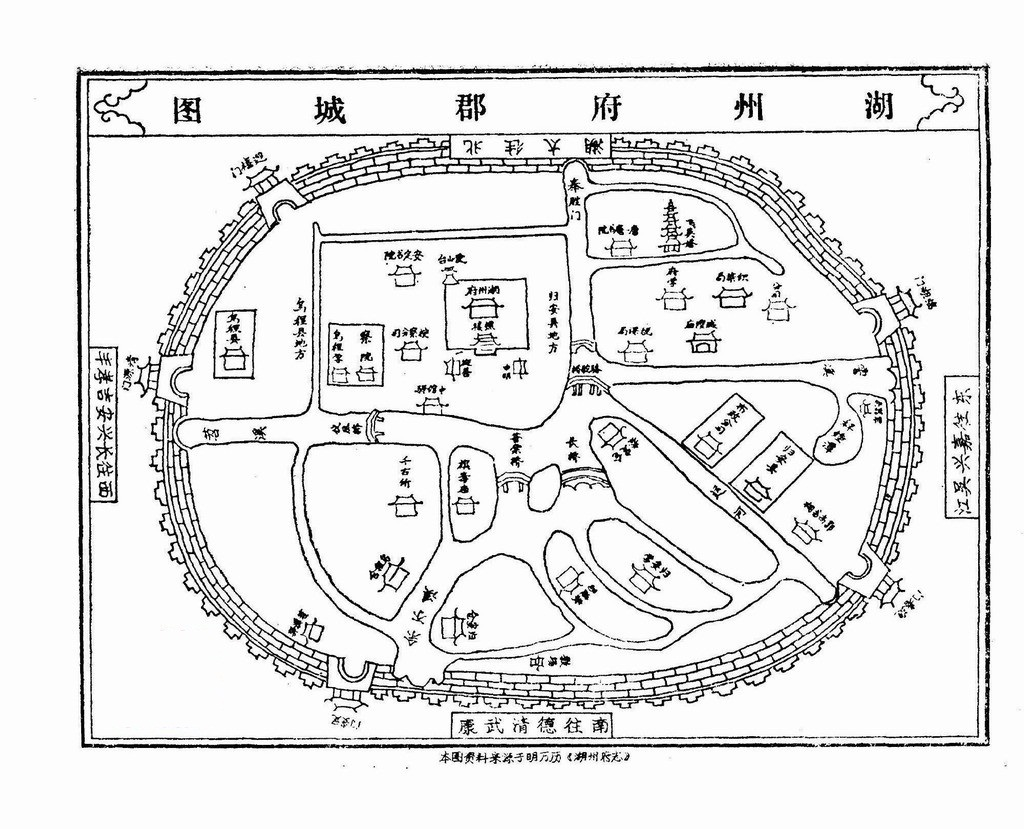
明萬曆《湖州府志》郡城圖
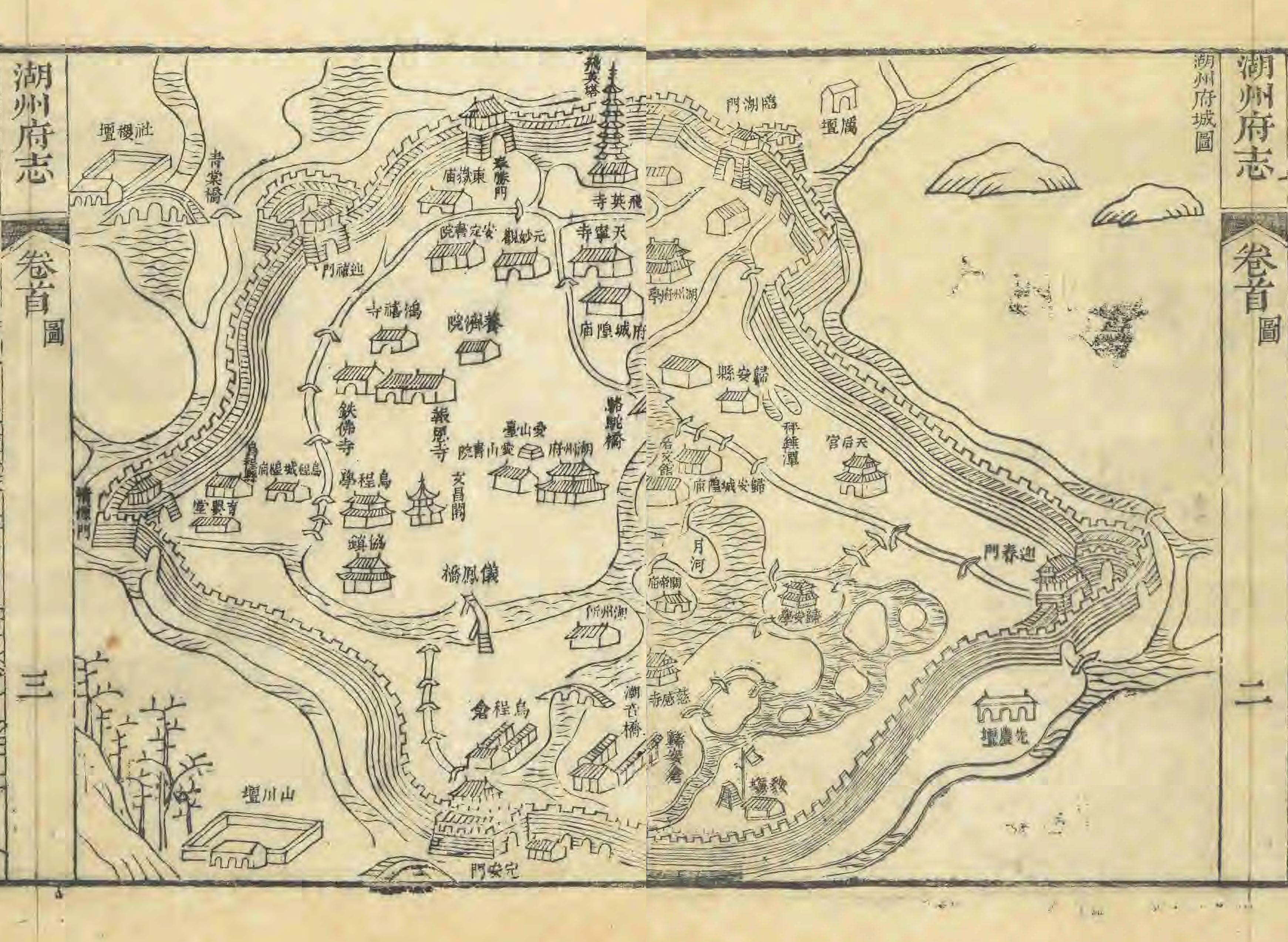
清乾隆四年（1739）《湖州府志》府城圖
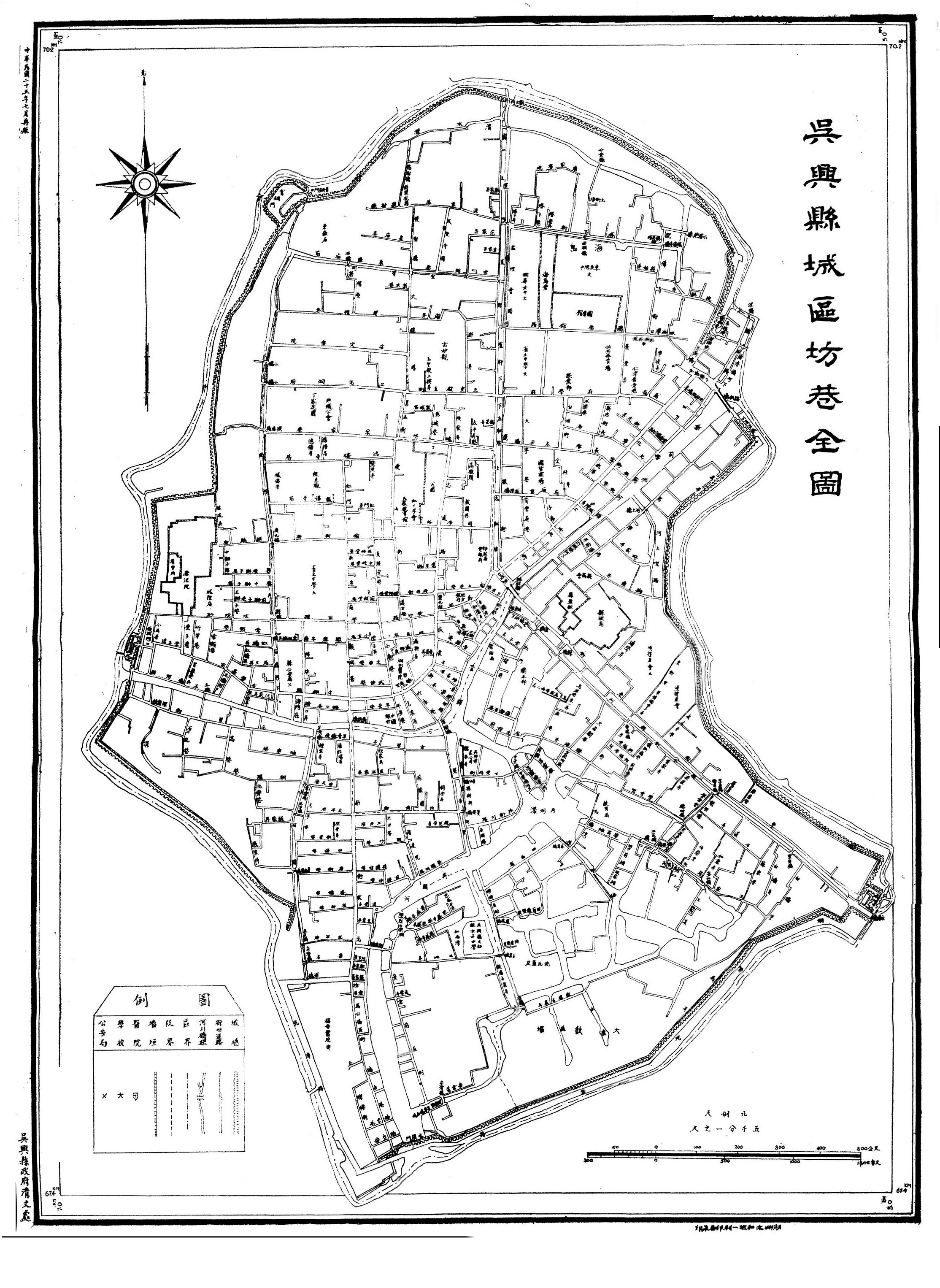
1936年版《吳興縣城區坊巷全圖》